# Monmouth (Oregon)
Monmouth é uma cidade localizada no estado norte-americano de Oregon, no Condado de Polk.

## Demografia
Segundo o censo norte-americano de 2000, a sua população era de 7741 habitantes.
Em 2006, foi estimada uma população de 9476, um aumento de 1735 (22.4%).

## Geografia
De acordo com o United States Census Bureau tem uma área de
5,0 km², dos quais 5,0 km² cobertos por terra e 0,0 km² cobertos por água. Monmouth localiza-se a aproximadamente 72 m acima do nível do mar.

## Localidades na vizinhança
O diagrama seguinte representa as localidades num raio de 20 km ao redor de Monmouth.